# Hillside Stranglers
Die Serienmörder Kenneth Alessio Bianchi (* 22. Mai 1951 in Rochester) und Angelo Buono (* 5. Oktober 1934 in Rochester; † 21. September 2002 im Calipatria State Prison) waren bekannt als die Hillside Stranglers.
Zwischen 1977 und 1979 wurden in Los Angeles mehrere Frauen nach demselben Schema ermordet und ihre Leichen in den Hügeln von Hollywood abgelegt. Bis zur Aufklärung der Taten erhielt der Täter (erst später stellte sich heraus, dass es zwei Täter waren) von Presse und Polizei deshalb den Namen „Hillside Strangler“.

## Kenneth Bianchi

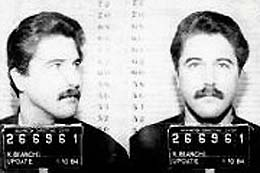
Kenneth Bianchi

Bianchi kam am 22. Mai 1951 in Rochester im US-Bundesstaat New York als Sohn einer Prostituierten zur Welt und wurde nach der Geburt zur Adoption freigegeben. Bereits als Kind galt er als ein zwanghafter Lügner, er neigte zur Gewalttätigkeit und zu Wutausbrüchen. Bianchi war Exzentriker mit einem starken Geltungsdrang. Einer Freundin gegenüber behauptete er, für einen Mord verantwortlich zu sein, was diese jedoch als Lüge abtat. Als 1973 in Rochester eine Mordserie (die sog. „Alphabet“- oder „Double Initial“-Morde) stattfand, befürchtete Bianchi, verdächtigt zu werden. Obwohl sein Auto in der Nähe eines der Tatorte gesehen wurde, konnte ihm eine Beteiligung nicht nachgewiesen werden.
Bianchi war von dem Wunsch besessen, Polizeibeamter zu werden; seine Bewerbungen bei mehreren Polizeistationen wurden jedoch abgelehnt. Sein Drang, Macht über andere auszuüben, trieb ihn zeitweilig zu hochstaplerischen Vergehen: Während der von ihm verübten Mordserie trat er als Polizist auf, um seine Opfer einzuschüchtern; und eine Zeit lang praktizierte er als Psychiater – ohne Ausbildung und ohne Zulassung. Im Frühjahr 1976 zog Kenneth Bianchi von der Ost- an die Westküste der Vereinigten Staaten nach Los Angeles.

## Angelo Buono

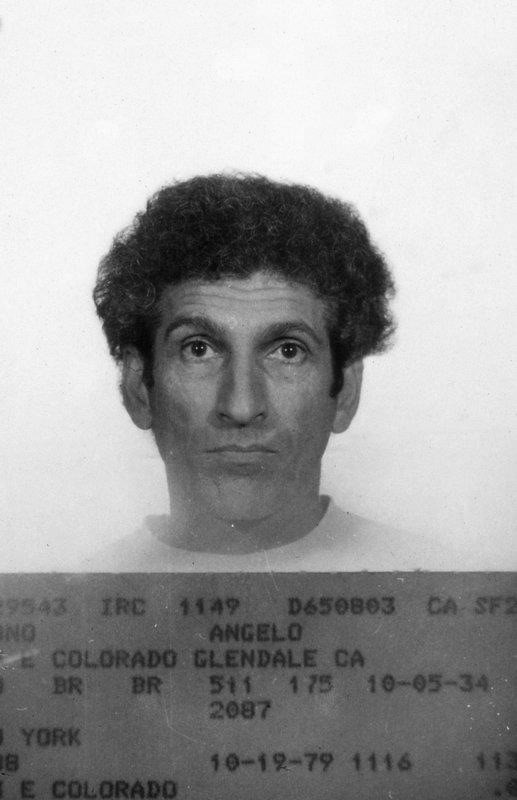
Angelo Buono

In Los Angeles traf Bianchi auf seinen Cousin Angelo Buono. Der ältere Buono war wie Bianchi ebenfalls in Rochester geboren und zog nach der Scheidung seiner Eltern mit seiner Mutter und der Schwester Jenny 1939 nach Glendale in Kalifornien. Schon als Jugendlicher trat er als Kleinkrimineller in Erscheinung (1950 wurde er wegen Autodiebstahls verurteilt). Er entwickelte „eine frühzeitige Besessenheit für Analverkehr“ und machte keinen Hehl aus seiner Verehrung für seinerzeit bekannte Sexualstraftäter, deren Vorgehensweise er sich im Laufe seiner eigenen Verbrecherlaufbahn aneignete. Buono galt als sexuell gestört: Er vergewaltigte etliche Frauen – darunter auch seine Freundinnen und seine Ehefrauen – und machte auch sonst keinen Hehl aus seiner Verachtung für das weibliche Geschlecht. Er setzte insgesamt neun Kinder mit drei verschiedenen Ehefrauen in die Welt; eine seiner Stieftöchter vergewaltigte er.
Angelo Buono verstarb am 21. September 2002, im Alter von 67 Jahren, im „Calipatria State Prison“ aufgrund eines Herzleidens.

## Hillside Strangler(s)
Als Bianchi und Buono im Januar 1976 in Los Angeles aufeinander trafen, stellten sie sehr bald eine Art Seelenverwandtschaft fest. Sie bauten Buonos bereits vorhandenen kleinen Prostituiertenring in Los Angeles weiter aus und zogen weitere Frauen durch Vergewaltigung und Folter in ihren „Harem“. 1977 flohen zwei der Frauen, was Bianchi und Buono schließlich als die Initialzündung zu ihrer Mordserie angaben. Innerhalb von nur zwei Monaten ermordeten beide zehn Mädchen und Frauen – zumeist aus dem Prostituierten-Milieu. Ihre Vorgehensweise „perfektionierten“ sie dabei von Mord zu Mord.
Als Polizisten verkleidet (oder sich als solche ausgebend) griffen sie die Frauen auf der Straße auf, hielten sie mit dem Auto an und verluden sie in ihr eigenes Fahrzeug, um sie zu vernehmen. Sie verschleppten ihre Opfer in eine Wohnung, fesselten sie, folterten sie mit Elektroschocks, Chemikalien (bei einem der Opfer wurde im Blut ein Reinigungsmittel für Fensterglas nachgewiesen) und Strangulation, vergewaltigten sie mehrfach und erdrosselten sie schließlich. Die nackten Leichen „entsorgten“ sie schließlich in den Hollywood-Hügeln und entlang einer Ausfallstraße von Los Angeles in entwürdigenden Stellungen: nackt und mit gespreizten Beinen, „als wollten sie die Behörden verspotten“.
Die Opfer der beiden stammten meist aus dem Prostituierten-Milieu, jedoch gerieten ihnen auch Schülerinnen, arglose Autofahrerinnen, die sie als „Polizisten“ gestoppt hatten und – als Bianchi später im Bundesstaat Washington allein tötete – auch College-Studentinnen in die Fänge. Am 17. Oktober 1977 wurde die 19-jährige Prostituierte Yolanda Washington das erste Opfer der beiden. Nur 14 Tage später fand man die Leiche der 15-jährigen Judith Miller. In der Nähe von Buonos Haus fand man am 5. November desselben Jahres die nackte Leiche der 21-jährigen Kellnerin Elisa Kastin. Drei Tage später verlor Jane King ihr Leben. Der Leichnam der 21-Jährigen wurde allerdings erst zwei Wochen später neben einer Autobahnauffahrt entdeckt. Gleich drei Opfer wurden am 20. November 1977 in verschiedenen Parks in Los Angeles entdeckt: die 20-jährige Studentin Kristina Weckler (die mit einer Reinigungsmittel-Injektion gefoltert wurde), und die 12 und 14 Jahre alten Schülerinnen Sonja Johnson und Dolores Cepeda. Am 29. November schließlich wurde die Leiche der 18-jährigen, durch Stromstöße gefolterten Lauren Wagner in den Hügeln von Glendale gefunden. Bianchi befand die Fortsetzung seines Aufenthalts in Los Angeles für zu gefährlich und zog im Frühjahr 1978 nach Bellingham (Washington). Dort arbeitete er als Wachmann (was seinem Wunsch, Polizist zu sein, sehr nahekam) und begann im Januar 1979 erneut zu morden, dieses Mal ohne Mithilfe seines in Los Angeles gebliebenen Cousins. Zwei Studentinnen, die an der Western Washington University studierten und denen er einen vermeintlichen Job als Hausbesorgerinnen vermittelte, wurden seine Opfer. Da die Polizei durch Nachforschungen herausfand, dass beide Kontakt zu Bianchi gehabt hatten, lud man ihn vor. Widersprüche bei der Vernehmung und in der Wohnung gefundene Gegenstände brachten ihn schließlich mit den beiden Morden in Washington und dann mit den Taten in Los Angeles in Zusammenhang.

## Verhaftung, Prozess und Verurteilung
Im Juni 1979 wurde Bianchi wegen fünffachen Mordes angeklagt. Um der Todesstrafe zu entgehen, versuchte er zunächst, sich als ein an „multipler Persönlichkeitsstörung“ Leidender auszugeben, was vom Gericht jedoch durchschaut wurde. In einem Handel mit der Staatsanwaltschaft, bei dem er seinen Cousin als Mittäter belastete, wendete er schließlich die drohende Todesstrafe ab. Er wurde zu 118 Jahren Gefängnis (fünf Mal lebenslang) verurteilt. Buono wurde im Oktober 1979 verhaftet und für zehn Morde unter Anklage gestellt. Im März 1981 erging gegen ihn der Schuldspruch, nach dem er ebenfalls lebenslang und ohne Aussicht auf Begnadigung ins Gefängnis ging.
Ein denkwürdiges Intermezzo fand der Bianchi-Prozess, als der in Untersuchungshaft Sitzende im Juni 1980 einen Brief von der jungen Autorin Veronica Lynn Compton erhielt. Die Frau, die in ihrer Konversation mit Bianchi keinen Hehl aus ihrer Bewunderung für den Mörder machte und ihm ihre „Besessenheit von Mord, Verstümmelung und Nekrophilie“ offenbarte, plante ein Bühnenstück über Serienmord zu schreiben. Als sie sich nach einigen Briefwechseln und einem Besuch schließlich in Bianchi verliebte, schlug er ihr eine Verteidigungsstrategie vor: Compton sollte Bellingham aufsuchen und dort einen Mord nach dem Vorbild des „Hillside Strangler(s)“ begehen. Am Tatort sollte sie etwas Sperma Bianchis, das dieser ihr bei dem Treffen in einem abgeschnittenen Gummihandschuhfinger überreichte, auf der Leiche verteilen. Der Plan schlug fehl und die Copycat-Täterin wurde zu 13 Jahren Gefängnis verurteilt.

## Verfilmung
Über die Taten der beiden Serienmörder wurden in den USA insgesamt drei Filme produziert.
Im Jahr 1989 entstand unter der Regie von Steve Gethers der Fernsehfilm The Case of the Hillside Stranglers, in der deutschsprachigen Fassung Die Würger von Hillside. Die Rolle von Angelo Buono spielte Dennis Farina, jene von Kenneth Bianchi Billy Zane. In einer weiteren Hauptrolle spielte Richard Crenna den Officer Bob Grogan. Die Filmdauer beträgt rund 95 Minuten.
Im Jahr 2004 wurde der Kinofilm The Hillside Strangler veröffentlicht. Die Kinopremiere erfolgte am 8. Oktober 2004 in New York, rund vier Wochen später war der Film in den USA auch auf DVD erhältlich. Die Rolle von Angelo Buono spielte Nicholas Turturro, jene von Kenneth Bianchi C. Thomas Howell. Regie in dem rund 87 Minuten dauernden Film führte Chuck Parello.
Im Jahre 2006 entstand unter der Regie von Chris Fisher mit einer Laufzeit von 85 Minuten der Fernsehfilm Rampage: The Hillside Strangler Murders. Die Rolle von Angelo Buono spielte Tomas Arana, jene von Kenneth Bianchi Clifton Collins Jr.
In der Handlung des US-amerikanischen Spielfilms Copykill von 1995 werden ebenfalls Bezüge zu den Hillside Strangler-Fällen hergestellt.